# Norwegischer Fußballpokal der Männer 2011
Der norwegische Fußballpokal 2011 (kurz auch NM-Cup 2011 genannt) war die 106. Austragung des Fußballpokalwettbewerbs der Männer. Der Wettbewerb begann mit zwei Qualifikationsrunden am 6. April und 13. April und endete am 6. November mit dem Finale. Der Aalesunds FK wurde Pokalsieger. Titelverteidiger war der Strømsgodset IF.
Der Pokalsieger erhielt das Startrecht in der 2. Qualifikationsrunde der UEFA Europa League 2012/13.

## Modus und Kalender
Der Wettbewerb begann im April mit der ersten Qualifikationsrunde. An dieser durften alle Vereine der vierten und fünften Spielklasse des norwegischen Fußballverbandes Norges Fotballforbund (NFF) teilnehmen, die ein bestimmtes Leistungsniveau hatten und ein angemessenes Spielfeld besaßen. Die 98 Gewinner spielten im April in einer zweiten Qualifikationsrunde gegeneinander um die Teilnehmer an den Hauptrunden.
Zu den 49 Gewinnern der Qualifikation stießen in der ersten Hauptrunde die 79 Vereine der drei höchsten norwegischen Spielklassen: der Tippeligaen, der 1. Division und der Oddsenligaen. Es folgten noch drei weitere Hauptrunden, das Viertelfinale, das Halbfinale und schließlich im November das Finale. Das Finalspiel findet seit 1948 im Osloer Ullevaal-Stadion statt.
| Runde                  | Datum                      | Spiele | Vereine   | Neueinstiege |
| ---------------------- | -------------------------- | ------ | --------- | ------------ |
| 1. Qualifikationsrunde | 6. April 2011              | 98     | 275 → 177 | 196          |
| 2. Qualifikationsrunde | 13. April 2011             | 49     | 177 → 128 | –            |
| 1. Runde               | 1. Mai 2011                | 64     | 128 → 64  | 79           |
| 2. Runde               | 11. Mai 2011               | 32     | 64 → 32   | –            |
| 3. Runde               | 25. Mai 2011               | 16     | 32 → 16   | –            |
| 4. Runde               | 25. Juni 2011              | 8      | 16 → 8    | –            |
| Viertelfinale          | 13. bis 14. August 2011    | 4      | 8 → 4     | –            |
| Halbfinale             | 20. bis 22. September 2011 | 2      | 4 → 2     | –            |
| Finale                 | 6. November 2011           | 1      | 2 → 1     | –            |

## 1. Runde
| Datum      |                       | Ergebnis              |                      |
| ---------- | --------------------- | --------------------- | -------------------- |
| 30.04.2011 | Brodd IL              | 0:1                   | Sandnes Ulf          |
| 01.05.2011 | Brumunddal Fotball    | 2:3                   | KFUM Oslo            |
|            | Byåsen Toppfotball    | 2:1                   | Mo IL                |
|            | SK Sprint-Jeløy       | 0:1                   | Sarpsborg 08 FF      |
|            | Nesodden IF           | 2:0                   | Follo Fotball        |
|            | Holmlia SK            | 0:1                   | Stabæk Fotball       |
|            | Oldenborg IL          | 01:12                 | Vålerenga Oslo       |
|            | Hasle-Løren IL        | 4:2                   | Moss FK              |
|            | Korsvoll IL           | 0:6                   | Fredrikstad FK       |
|            | Ullern IF             | 0:2                   | Asker Fotball        |
|            | Bærum SK              | 5:1                   | Ullensaker/Kisa IL   |
|            | Fjellhamar FK         | 00:10                 | Kongsvinger IL       |
|            | Funnefoss/Vormsund IL | 0:3                   | Lillestrøm SK        |
|            | Skedsmo FK            | 1:3                   | Strømmen IF          |
|            | Lørenskog IF          | 1:0                   | Lillehammer FK       |
|            | Elverum Fotball       | 1:2                   | Kjelsås Fotball      |
|            | Ottestad IL           | 0:1 n. V.             | Nybergsund IL-Trysil |
|            | Moelven IL            | 0:3                   | Ham-Kam              |
|            | Gjøvik FF             | 3:1                   | Frigg Oslo FK        |
|            | Valdres FK            | 1:3                   | Skeid Oslo           |
|            | IF Birkebeineren      | 3:2 n. V.             | Raufoss IL           |
|            | Drammen FK            | 1:5                   | Hønefoss BK          |
|            | Kongsberg IF          | 0:8                   | Strømsgodset IF      |
|            | FK Ørn-Horten         | 4:4 n. V. (4:3 i. E.) | Pors Grenland        |
|            | Husøy & Føynland IF   | 0:5                   | Sandefjord Fotball   |
|            | FK Eik-Tønsberg       | 1:4                   | Odd Grenland         |
|            | Notodden FK           | 3:1                   | Jevnaker IF          |
|            | Urædds FK             | 1:7                   | Mjøndalen IF         |
|            | IL Skarphedin         | 2:3                   | FK Tønsberg          |
|            | Flekkerøy IL          | 5:0                   | Fram Larvik          |
|            | Søgne FK              | 2:3                   | Vindbjart FK         |
|            | Egersunds IK          | 0:4                   | Viking Stavanger     |
|            | Ålgård FK             | 1:2 n. V.             | FK Mandalskameratene |
|            | Arendal Fotball       | 2:5                   | Start Kristiansand   |
|            | FK Vidar              | 2:1 n. V.             | Kopervik IL          |
|            | Staal Jørpeland IL    | 2:1                   | Bryne FK             |
|            | SK Vard Haugesund     | 0:2                   | Randaberg IL         |
|            | Stord IL              | 1:3                   | Åsane Fotball        |
|            | Vadmyra IL            | 1:3                   | Løv-Ham Fotball      |
|            | Tertnes Fotball       | 0:3                   | Brann Bergen         |
|            | Fana IL               | 3:1                   | Austevoll IK         |
|            | IL Bjarg              | 4:0                   | Nest-Sotra Fotball   |
|            | Fyllingen Fotball     | 2:1                   | Førde IL             |
|            | Saga FK               | 2:6                   | Sogndal Fotball      |
|            | Tornado Måløy FK      | 4:0                   | SK Herd              |
|            | Stranda IL            | 0:8                   | Aalesunds FK         |
|            | Volda TI              | 1:4                   | IL Hødd              |
|            | SK Træff              | 4:1                   | Bergsøy IL           |
|            | Eidsvåg IL            | 00:11                 | Molde FK             |
|            | KIL-Hemne Fotball     | 0:1                   | Kristiansund BK      |
|            | Alvdal IL             | 0:7                   | Rosenborg Trondheim  |
|            | Kattem IL             | 0:4                   | Ranheim Fotball      |
|            | Charlottenlund SK     | 0:4                   | Tiller IL            |
|            | IL Stjørdals-Blink    | 2:1                   | Strindheim IL        |
|            | Verdal IL             | 3:0                   | Nardo FK             |
|            | Steinkjer FK          | 1:2 n. V.             | Levanger FK          |
|            | Sortland IL           | 0:4                   | FK Bodø/Glimt        |
|            | Harstad IL            | 0:2                   | Alta IF              |
|            | Finnsnes IL           | 3:6                   | Tromsø IL            |
|            | IF Fløya              | 0:1                   | IF Skarp             |
|            | FK Senja              | 3:2                   | FK Mjølner           |
|            | Hammerfest FK         | 1:9                   | Tromsdalen UIL       |
|            | Vaulen IL             | 00:10                 | FK Haugesund         |
| 02.05.2011 | Drøbak/Frogn IL       | 0:1                   | Kvik Halden FK       |

## 2. Runde
| Datum      |                      | Ergebnis              |                     |
| ---------- | -------------------- | --------------------- | ------------------- |
| 11.05.2011 | Kvik Halden FK       | 1:2                   | Sandefjord Fotball  |
|            | Nesodden IF          | 0:3                   | Fredrikstad FK      |
|            | KFUM Oslo            | 0:2                   | Hønefoss BK         |
|            | Hasle-Løren IL       | 1:2                   | Stabæk Fotball      |
|            | Kjelsås Fotball      | 2:1                   | Vålerenga Oslo      |
|            | Bærum SK             | 2:3                   | Sarpsborg 08 FF     |
|            | Strømmen IF          | 0:1                   | Notodden FK         |
|            | Nybergsund IL-Trysil | 3:5 n. V.             | Lørenskog IF        |
|            | Gjøvik FF            | 0:2                   | Lillestrøm SK       |
|            | IF Birkebeineren     | 1:2                   | Strømsgodset IF     |
|            | FK Tønsberg          | 0:2                   | Mjøndalen IF        |
|            | FK Mandalskameratene | 0:2                   | Odd Grenland        |
|            | Vindbjart FK         | 3:4                   | Start Kristiansand  |
|            | Randaberg IL         | 3:1                   | Flekkerøy IL        |
|            | Sandnes Ulf          | 2:0                   | FK Vidar            |
|            | Fana IL              | 2:3                   | Brann Bergen        |
|            | IL Bjarg             | 0:3                   | FK Haugesund        |
|            | Åsane Fotball        | 1:1 n. V. (9:8 i. E.) | Løv-Ham Fotball     |
|            | Tornado Måløy FK     | 0:5                   | Aalesunds FK        |
|            | SK Træff             | 0:2                   | Molde FK            |
|            | IL Stjørdals-Blink   | 2:3                   | Ranheim Fotball     |
|            | Verdal IL            | 0:5                   | Rosenborg Trondheim |
|            | Levanger FK          | 1:1 n. V. (3:4 i. E.) | Tiller IL           |
|            | FK Bodø/Glimt        | 6:1                   | IF Skarp            |
|            | FK Senja             | 0:3                   | Tromsø IL           |
|            | Alta IF              | 3:0                   | Tromsdalen UIL      |
| 12.05.2011 | Skeid Oslo           | 3:4                   | Kongsvinger IL      |
|            | Asker Fotball        | 4:2                   | FK Ørn-Horten       |
|            | Ham-Kam              | 1:3                   | Byåsen Toppfotball  |
|            | Kristiansund BK      | 0:2                   | IL Hødd             |
|            | Fyllingen Fotball    | 0:2                   | Sogndal Fotball     |
|            | Staal Jørpeland IL   | 0:3                   | Viking Stavanger    |

## 3. Runde
| Datum      |                    | Ergebnis              |                     |
| ---------- | ------------------ | --------------------- | ------------------- |
| 25.05.2011 | Byåsen Toppfotball | 3:6 n. V.             | Rosenborg Trondheim |
|            | IL Hødd            | 1:2 n. V.             | Aalesunds FK        |
|            | Hønefoss BK        | 3:1                   | Stabæk Fotball      |
|            | Kjelsås Fotball    | 1:2                   | Sarpsborg 08 FF     |
|            | Lillestrøm SK      | 0:0 n. V. (5:4 i. E.) | Sandefjord Fotball  |
|            | Lørenskog IF       | 0:4                   | Fredrikstad FK      |
|            | Mjøndalen IF       | 1:2                   | Strømsgodset IF     |
|            | Notodden FK        | 1:2                   | Start Kristiansand  |
|            | Randaberg IL       | 3:5                   | FK Haugesund        |
|            | Ranheim Fotball    | 0:0 n. V. (4:5 i. E.) | Alta IF             |
|            | Sogndal Fotball    | 2:0                   | Asker Fotball       |
|            | Tiller IL          | 1:7                   | Molde FK            |
|            | Tromsø IL          | 3:0                   | FK Bodø/Glimt       |
|            | Viking Stavanger   | 2:0                   | Sandnes Ulf         |
| 26.05.2011 | Åsane Fotball      | 0:1                   | Brann Bergen        |
|            | Kongsvinger IL     | 1:2 n. V.             | Odd Grenland        |

## Achtelfinale
| Datum      |                     | Ergebnis              |                  |
| ---------- | ------------------- | --------------------- | ---------------- |
| 22.06.2011 | FK Haugesund        | 2:3 n. V.             | Viking Stavanger |
|            | Alta IF             | 1:0                   | Tromsø IL        |
|            | Aalesunds FK        | 3:0                   | Sarpsborg 08 FF  |
|            | Odd Grenland        | 1:2                   | Fredrikstad FK   |
|            | Start Kristiansand  | 1:0                   | Strømsgodset IF  |
|            | Brann Bergen        | 2:2 n. V. (3:2 i. E.) | Sogndal Fotball  |
|            | Molde FK            | 3:1                   | Hønefoss BK      |
|            | Rosenborg Trondheim | 2:2 n. V. (4:1 i. E.) | Lillestrøm SK    |

## Viertelfinale
| Datum      |                    | Ergebnis              |                     |
| ---------- | ------------------ | --------------------- | ------------------- |
| 13.08.2011 | Start Kristiansand | 1:0                   | Alta IF             |
|            | Aalesunds FK       | 3:1                   | Rosenborg Trondheim |
| 14.08.2011 | Fredrikstad FK     | 3:2 n. V.             | Molde FK            |
|            | Viking Stavanger   | 1:1 n. V. (1:3 i. E.) | Brann Bergen        |

## Halbfinale
| Datum      |                | Ergebnis |                    |
| ---------- | -------------- | -------- | ------------------ |
| 21.09.2011 | Fredrikstad FK | 0:2      | Brann Bergen       |
| 22.09.2011 | Aalesunds FK   | 1:0      | Start Kristiansand |

## Finale
| Brann Bergen                                                 | Brann Bergen | Aalesunds FK | Aalesunds FK |
| ------------------------------------------------------------ | --- | --- | ------------ |
| Brann Bergen                                                 | \| Finale \| \| 6. November 2011 um 13:15 Uhr MEZ in Oslo (Ullevaal-Stadion) \| \| Ergebnis: 1:2 (1:2) \| \| Zuschauer: 25.032 \| \| Schiedsrichter: Svein-Erik Edvartsen \| \| Spielbericht \|                                                              | \| Finale \| \| 6. November 2011 um 13:15 Uhr MEZ in Oslo (Ullevaal-Stadion) \| \| Ergebnis: 1:2 (1:2) \| \| Zuschauer: 25.032 \| \| Schiedsrichter: Svein-Erik Edvartsen \| \| Spielbericht \|                                                                                                 | Aalesunds FK |
| Brann Bergen                                                 | Piotr Leciejewski – Birkir Már Sævarsson, Lars Grorud, Zsolt Korcsmar, Hassan El Fakiri – Rudolph Austin, Maximiliano Bajter (86. Tadas Labukas), Diego Guastavino, Erik Mjelde – Kim Ojo, Bjørnar Holmvik (70. Fredrik Haugen) Cheftrainer: Rune Skarsfjord | Sten Grytebust – Enar Jääger, Jonatan Tollås Nation, Daniel Arnefjord , Jo Nymo Matland – Fredrik Ulvestad, Jason Morrison, Magnus Sylling Olsen (90. Sander Post), Michael Barrantes (87. Ville Jalasto) – Demar Phillips, Edvard Skagestad (74. Peter Orry Larsen) Cheftrainer: Kjetil Rekdal | Aalesunds FK |
| Brann Bergen                                                 | 1:1 Zsolt Korcsmár (21.) | 0:1 Michael Barrantes (19.) 1:2 Michael Barrantes (38.) | Aalesunds FK |
| Brann Bergen                                                 | Bjørnar Holmvik (40.), Maximiliano Bajter (45.), Birkir Már Sævarsson (61.), Fredrik Haugen (73.) | Jason Morrison (45.) | Aalesunds FK |
| Finale                                                       | | |              |
| 6. November 2011 um 13:15 Uhr MEZ in Oslo (Ullevaal-Stadion) | | |              |
| Ergebnis: 1:2 (1:2)                                          | | |              |
| Zuschauer: 25.032                                            | | |              |
| Schiedsrichter: Svein-Erik Edvartsen                         | | |              |
| Spielbericht                                                 | | |              |